# Endokrine Drüse

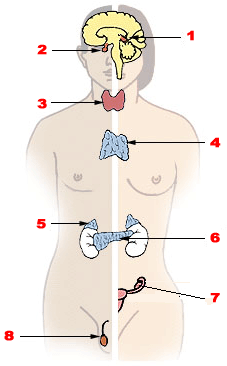
Übersicht der endokrinen Drüsen:
1. Zirbeldrüse (Epiphyse)
2. Hirnanhangsdrüse (Hypophyse)
3. Schilddrüse und Nebenschilddrüsen
4. Thymus
5. Nebenniere
6. Bauchspeicheldrüse (Pankreas)
7. Frau: Eierstock (Ovar)
8. Mann: Hoden

Eine endokrine Drüse, inkretorische Drüse oder Hormondrüse (früher auch Blutgefäßdrüse genannt) ist eine Drüse, die ihre Stoffe – im Gegensatz zu einer exokrinen Drüse – ohne Ausführungsgang direkt ins Blut abgibt (endokrin „nach innen abgebend“, „innersekretorisch“). Da alle Hormone endokrin sezerniert werden, benutzt man die Begriffe „endokrine“ und „Hormondrüse“ gleichbedeutend. Die Hormondrüsen sind Teil des endokrinen Systems, zu dem als „Master-Drüse“ der Hypothalamus zählt. Hypothalamus und Hypophyse steuern zahlreiche Funktionen im endokrinen System der Wirbeltiere. Zum endokrinen System werden auch vereinzelte endokrine Zellen des Magen- und Darmtraktes gezählt. Von diesen werden Hormone ausgeschieden, die die Nahrungsaufnahme und die Verdauung regeln; weitere endokrine Zellen finden sich im Herzen und in der Niere (siehe Gewebshormone). Die sich mit Hormonen beschäftigende Wissenschaftsdisziplin heißt Endokrinologie.
Beispiele für endokrine Drüsen sind die Hirnanhangsdrüse, Schilddrüse und die Nebenschilddrüsen sowie die Nebennieren. Die Bauchspeicheldrüse ist sowohl endokrin (Langerhans-Inseln) als auch exokrin (Verdauungsenzyme) tätig. Die Gonaden (Hoden bzw. Eierstöcke) haben neben der Produktion von Geschlechtszellen auch eine endokrine Funktion, die in der Produktion von Sexualhormonen besteht. Auch die Plazenta kann in diesem Sinne als endokrine Drüse angesehen werden.
Endokrines System und Nervensystem sind strukturell, chemisch und funktionell verbunden. Auch wenn es üblich ist, zwischen Hormon- und Nervensystem zu unterscheiden, ist die Grenze zwischen diesen beiden Steuersystemen fließend, und die Homöostase basiert in hohem Maße auf der Überschneidung beider.
Der erste experimentelle Beweis für das Vorhandensein einer „inneren Sekretion“ gelang 1849 dem Göttinger Physiologen Arnold A. Berthold. Als erste menschliche Krankheit, die auf den Ausfall einer Drüse mit innerer Sekretion zurückzuführen ist, wurde von dem englischen Arzt Thomas Addison 1855 die Nebennierenrindeninsuffizienz beschrieben.